# والدیسوتو
والدیسوتو (به ایتالیایی: Valdisotto) یک کومونه در ایتالیا است که در استان سوندریو واقع شده‌است.

## خصوصیات
والدیسوتو ۸۸٫۴ کیلومترمربع مساحت و ۳٬۳۶۳ نفر جمعیت دارد.